# لوکاس فرارو
لوکاس فرارو (اسپانیایی: Lucas Ferraro‎؛ زادهٔ ۳۰ مارس ۱۹۷۷) بازیگر سینما و تلویزیون اهل آرژانتین است.
از فیلم‌ها یا مجموعه‌های تلویزیونی که وی در آن‌ها نقش داشته‌است، می‌توان به مردان پاکو و رو در رو: اوئاسیس اشاره نمود.
وی نامزد دریافت جایزه فرهنگستان علوم و هنرهای سینمایی آرژانتین بابت «بهترین بازیگر جدید مرد» در سال ۲۰۰۷ بود.